# IC 5303
IC 5303 ist ein Doppelstern im Sternbild Fische, der im Jahre 1891 von französischen Astronomen Guillaume Bigourdan entdeckt wurde.